# Martha Mosse

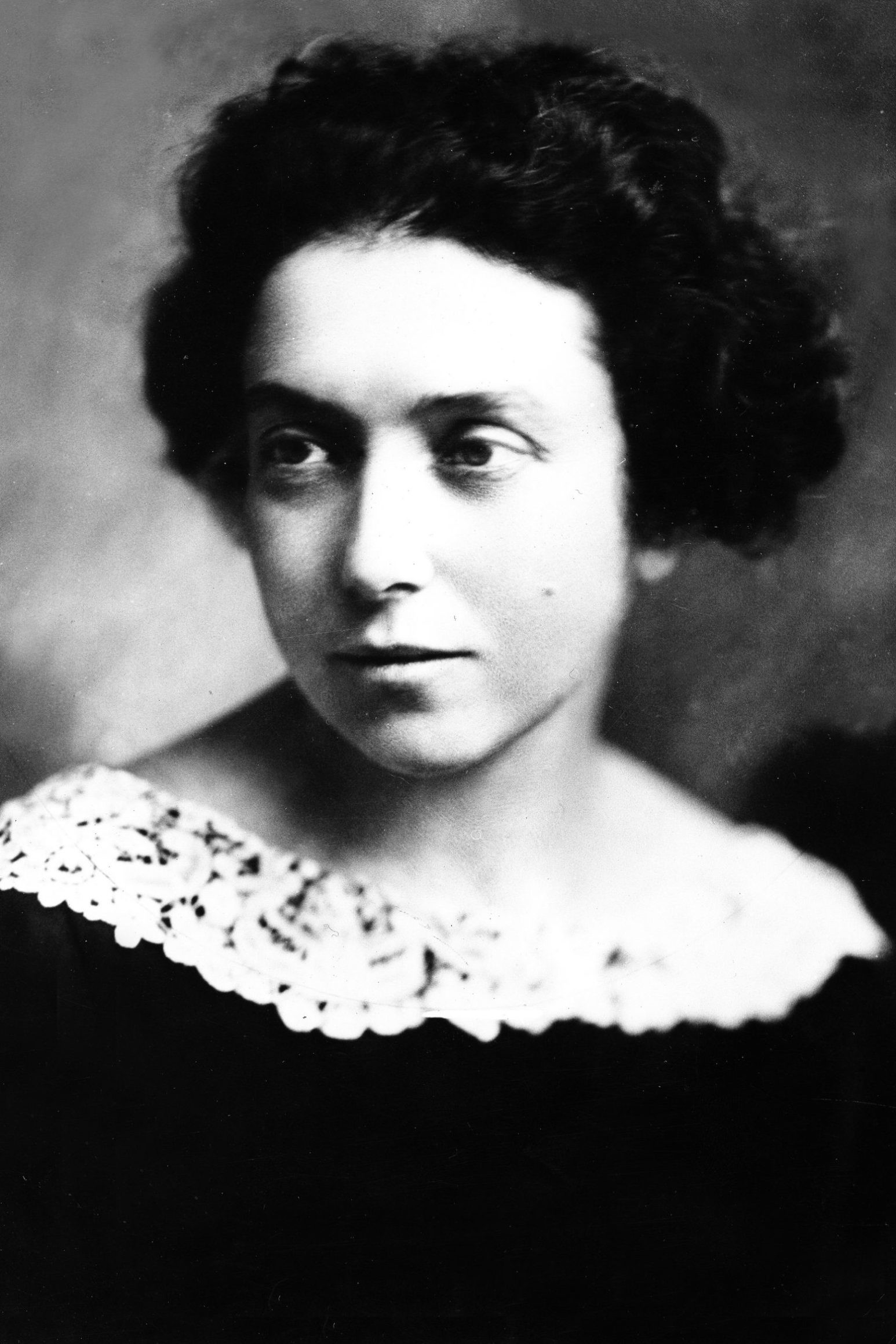
Martha Mosse im Jahr 1927 auf einem Foto von Becker & Maass

Martha Mosse (* 29. Mai 1884 in Berlin; † 2. September 1977 ebenda) war eine deutsche Juristin und erste Polizeirätin in Preußen. Als Opfer der nationalsozialistischen Judenverfolgung wurde sie im NS-Staat mit Berufsverbot belegt und 1943 in das Ghetto Theresienstadt deportiert. Mosse überlebte den Holocaust und sagte später als Zeugin in den Nürnberger Prozessen aus.

## Leben
Martha Mosse war das älteste von den fünf Kindern der Eheleute Lina und Albert Mosse sowie Nichte von Rudolf Mosse. Im Februar 1886 übersiedelte die Familie nach Japan, da Albert Mosse auf Anfrage der japanischen Regierung beratend die Reorganisation der japanischen Verwaltung begleitete. Die Familie kehrte 1890 nach Berlin zurück und zog 1891 nach Königsberg. Mosse wurde zunächst privat unterrichtet und kam dann auf eine Höhere Töchterschule. Nach der 1902 beendeten Schulzeit unternahm Mosse mit ihrer Familie ausgedehnte Reisen. Die Familie kehrte 1907 erneut nach Berlin zurück, wo Mosse im selben Jahr ein Gesangsstudium begann. Mangels Begabung brach sie jedoch 1910 ihr Musikstudium ab. Anschließend war sie bei der „Deutschen Zentrale für Jugendfürsorge“ ehrenamtlich tätig und absolvierte einen Lehrgang an der „Sozialen Frauenschule“. Während des Ersten Weltkrieges führte sie von 1915 bis 1917 die Geschäfte der „Organisation zum Schutze der aufsichtslosen Kinder“ in Berlin und erhielt dafür das Zivilverdienstkreuz verliehen.
Sie schied 1916 aus der „Deutschen Zentrale für Jugendfürsorge“ aus und besuchte zunächst als Gasthörerin juristische Vorlesungen in Heidelberg und Berlin. Da sie jedoch kein Abitur abgelegt hatte, konnte sie keinen regulären Studienabschluss erreichen. Dennoch wurde ihr in Heidelberg gestattet, mit der Dissertation Erziehungsanspruch des Kindes im August 1920 zum Dr. jur. zu promovieren. Anschließend konnte sie mit Sondergenehmigung als Rechtsreferendar für sechs Monate am Amtsgericht Berlin-Schöneberg hospitieren und war danach juristische Hilfskraft im Preußischen Wohlfahrtsministerium.
Im August 1922 erfolgte durch Carl Severing ihre Berufung in das Polizeipräsidium Berlin. Dort war Mosse zunächst in der Theaterabteilung für die Überwachung der Einhaltung der Kinderschutz-Bestimmungen bei Theateraufführungen, Filmaufnahmen und sonstigen öffentlichen Darbietungen verantwortlich. Aufgrund ihrer guten Leistungen erfolgte 1926 die Beförderung zur Polizeirätin. Mosse war somit die erste Polizeibeamtin des Höheren Dienstes (Polizeirat) in Preußen. Aufgrund dieser Beförderung war Mosse nun zusätzlich mit der Aufsicht über Stellenvermittler im Theater, Schausteller-, Film- und Zirkusgewerbe befasst und auch für die Überwachung der Einhaltung der Sonn- und Feiertagsruhezeiten. Auch die Überwachung der Einhaltung des Gesetzes zur Schund- und Schmutzbekämpfung und die „Bekämpfung anstößiger Auslagen“ oblagen nun Mosse.
Mosse lebte seit Mitte der 1920er Jahre mit ihrer nichtjüdischen Partnerin Erna Sprenger gemeinsam in Berlin-Halensee.

## Zeit des Nationalsozialismus
Bald nach der „Machtergreifung“ durch die Nationalsozialisten wurde Mosse aufgrund ihrer jüdischen Herkunft durch das Berufsbeamtengesetz vom Polizeidienst suspendiert. Sie erhielt keine Bezüge mehr und wurde zum 1. Januar 1934 entlassen. Sie engagierte sich dann hauptberuflich in der Jüdischen Gemeinde zu Berlin (JGB), leistete dort unter anderem Rechtsberatung und musste zudem Händler über Berufsbeschränkungen informieren. Ab 1939 leitete sie die Wohnungsberatungsstelle, wo Berliner Juden, die ihre Unterkunft verloren hatten, ein neues Quartier, oft Judenhäuser, vermittelt wurden. Nach Beginn der Deportationen stellte Mosse vermehrt Rückstellungsgesuche für ihre Klienten und war bemüht, größeres Unheil abzuwenden. Anfang Oktober 1941 informierte die Berliner Gestapo Martha Mosse, Moritz Henschel und Philipp Kozower, dass die JGB bei der unmittelbar bevorstehenden „Umsiedlung“ der Berliner Juden mitwirken müsse. Trotz schwerer Bedenken entschlossen sich die Funktionäre der JGB, bei den erzwungenen Umsiedlungsmaßnahmen mitzuwirken, da ansonsten die Durchführung dieser Maßnahme von der SA und SS angedroht wurde. Die JGB musste an ihre Mitglieder Fragebögen weiterreichen, aus denen die Gestapo dann Deportationstransporte zusammenstellte. Von Oktober 1942 bis Januar 1943 führte Alois Brunner vom Eichmannreferat mit einem Einsatzkommando die Deportation der Berliner Juden auf brutalste Weise durch. Ab Januar 1943 war wieder die Berliner Gestapo für die Deportationen zuständig.
Am 17. Juni 1943 wurde Mosse mit dem Transport 13352-I/96 in das Ghetto Theresienstadt deportiert. Aufgrund einer Intervention von Hanna Solf, Witwe eines ehemaligen Botschafters in Japan, konnte zuvor über die japanische Botschaft bei der Obersten SS-Führung eine Deportation in das Vernichtungslager Auschwitz abgewendet werden. In Theresienstadt war Mosse zunächst als „Untersuchungsrichterin“ in der „Detektivabteilung“ und ab Anfang 1945 im Gericht des Judenrates tätig und befasste sich dabei mit Diebstählen, kleinen Einbrüchen und Schlägereien. Von Mai 1945 bis zu ihrer Entlassung am 1. Juli 1945 war sie in der Leitung der „Zentralevidenz“, der wichtigsten Verwaltungsstelle im Lager, beschäftigt. Der Judenrat bescheinigte Mosse eine „ausserordentlich pflichtbewusste Beamtin“ zu sein, mit „weitgehendem Interesse für die Bedürfnisse der Gemeinschaft der in Theresienstadt Internierten“. Eine noch im Februar 1945 nach Theresienstadt deportierte Cousine Mosses traf ihre Tante im Lager hinkend und mit aufgedunsenem Gesicht an. Mosse war durch die Lagerhaft körperlich und seelisch gezeichnet. Auf einer Prominentenliste des Ghettos ist sie als „A-Prominente“ aufgeführt. Kurz vor der Befreiung von Theresienstadt durch die Rote Armee sollte sie mit weiteren sogenannten prominenten Häftlingen als Geiseln der abrückenden Lager-SS dienen, was jedoch das mittlerweile im Lager tätige Internationale Rote Kreuz verhindern konnte.

## Nach Kriegsende

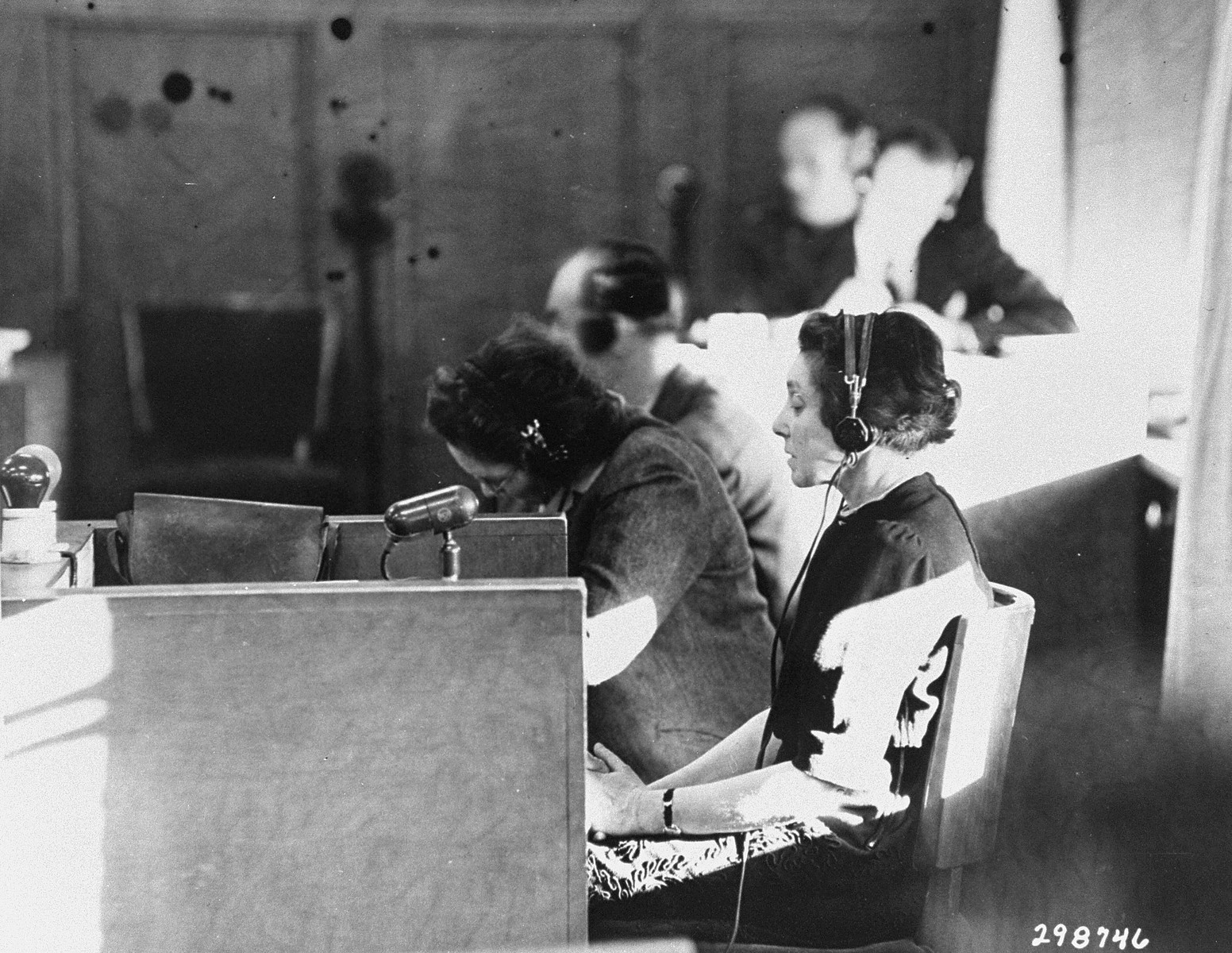
Martha Mosse am 26. Februar 1948 während ihrer Zeugenaussage im Wilhelmstraßen-Prozess.

Nach ihrer Rückkehr im Juli 1945 trat Mosse in Berlin zweimal eine Arbeitsstelle an, die sie aufgrund von Kollaborationsvorwürfen bezüglich ihrer ehemaligen Tätigkeit in der Wohnungsberatungsstelle der JGB wieder verlor. Mosse, durch die alliierten Behörden bereits entlastet und als Opfer des Faschismus eingestuft, stellte sich einem Ehrengerichtsverfahren der jüdischen Gemeinde. Dort wurde sie der Kollaboration zwar nicht für schuldig befunden, aber trotz diverser Fürsprecher auch nicht eindeutig entlastet. Da Mosses Lebensgefährtin kein Visum für die USA erhielt, konnte das Paar nicht gemeinsam auswandern und entschied sich, weiter in Berlin zu leben. Mosse beriet vorbereitend die amerikanische Militärregierung bezüglich der Nürnberger Prozesse und arbeitete in diesem Rahmen als Übersetzerin. Sie sagte im Februar 1948 als Zeugin der Anklage gegen Gottlob Berger im Wilhelmstraßen-Prozess aus.
Sie arbeitete von August 1948 bis zu ihrer Pensionierung Ende 1953 bei der Berliner Kriminalpolizei und der Verkehrsabteilung im Polizeipräsidium, zuletzt zur Oberregierungsrätin ernannt. Danach war sie noch bis in die 1970er Jahre beim Berliner Frauenbund 1945 engagiert und zeitweise stellvertretende Vorsitzende. Sie widmete sich dort insbesondere dem Ausschuss Altershilfe der Frauenbewegung. Ihre „Erinnerungen“, Anlage: Die jüdische Gemeinde zu Berlin 1934–1943, erschienen im Juli 1958.

## Gedenken
Haus 5 der Fachhochschule für Finanzen des Landes Brandenburg wird zu ihrem Gedenken seit Juli 2016 als Martha-Mosse-Haus benannt.